# Heleanna
Heleanna es un género de polillas tortrícidas perteneciente a la tribu Eucosmini, de la subfamilia Olethreutinae, orden Lepidoptera. Fue descrito por Clarke en 1976.

## Especies
- Heleanna chloreis (Turner, 1916)
- Heleanna fukugi Nasu, 1999
- Heleanna melanomochla (Meyrick, 1936)
- Heleanna physalodes (Meyrick, 1910)